# Anne Hill (kulle i Antarktis)
Anne Hill är en kulle i Antarktis. Den ligger i Östantarktis. Nya Zeeland gör anspråk på området. Toppen på Anne Hill är 2 079 meter över havet.
Terrängen runt Anne Hill är bergig västerut, men österut är den kuperad. Terrängen runt Anne Hill sluttar österut. Trakten är obefolkad. Det finns inga samhällen i närheten. 